# Émile Friant

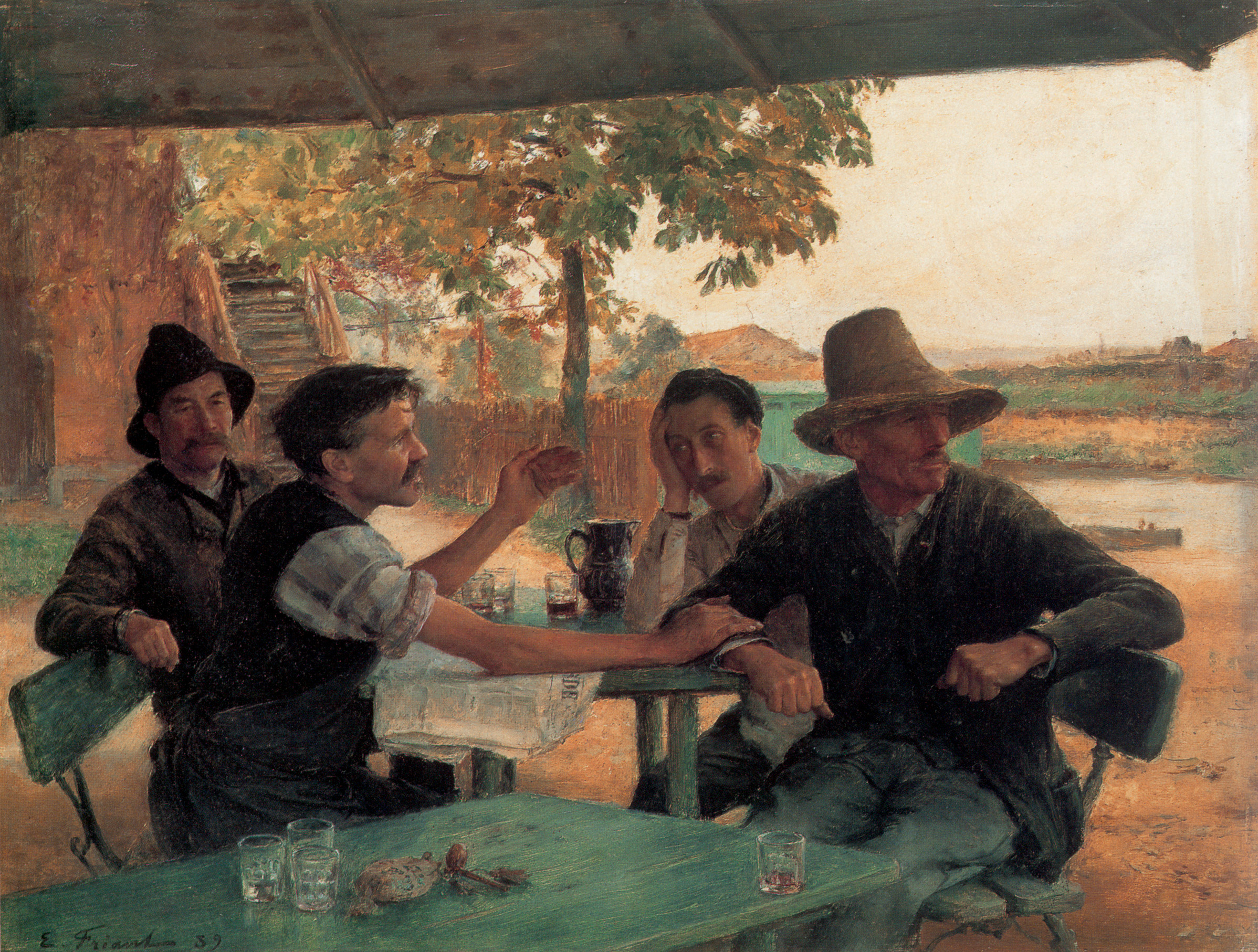
Dyskusja polityczna, 1889

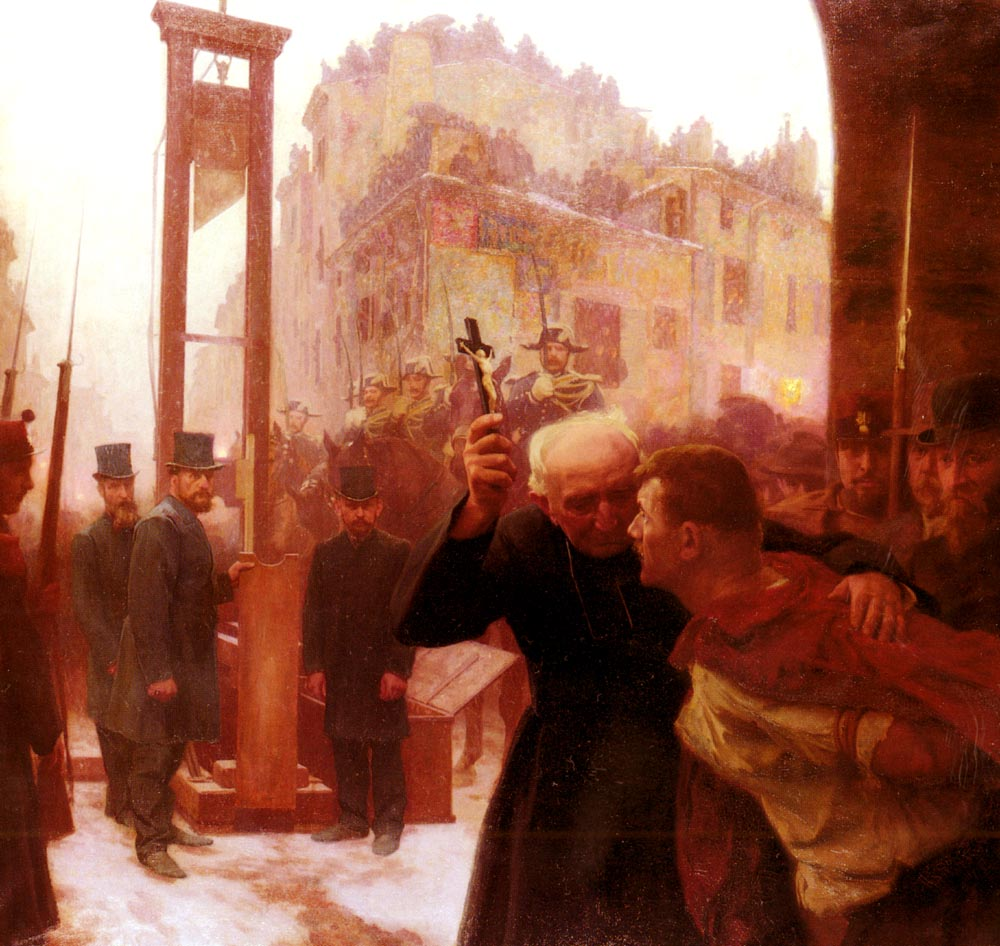
Pokuta, 1908

Émile Friant (ur. 16 kwietnia 1863 w Dieuze, zm. 9 czerwca 1932 w Paryżu) – francuski malarz realista.
Po wojnie francusko-pruskiej i zajęciu Lotaryngii i Alzacji przez Niemcy, jego rodzina przeniosła się do Nancy. Uczył się początkowa w miejscowej Lycée Loritz. Naukę kontynuował w Szkole Sztuk Pięknych w Nancy, a następnie w Paryżu w École des Beaux-Arts pod kierunkiem Alexandre Cabanela.
W 1883 otrzymał drugą nagrodę w Prix de Rome za obraz Edipe maudissant son fils Polynice, w 1889, podczas Wystawy Powszechnej, otrzymał złoty medal za płótno La Toussaint. Był rozpoznawanym i cenionym twórcą. Malował skrajnie naturalistyczne obrazy, fascynował się i posiłkował fotografią. Tematem jego prac były sceny z życia codziennego i portrety. Był cenionym nauczycielem w Państwowej Szkole Sztuk Pięknych w Nancy.
W 1923 został członkiem paryskiej Akademii Sztuk Pięknych (École des Beaux-Arts), a w 1931 otrzymał komandorię Legii Honorowej. Zmarł w 1932 i pochowany został w Nancy na cmentarzu de Préville.

## Prace
- Un étudiant, (1885) musée des Beaux-Arts de Nancy
- ''La Toussaint, (1886) musée des Beaux-Arts de Nancy
- La douleur, (1898) musée des Beaux-Arts de Nancy
- Les amoureux, musée des Beaux-Arts de Nancy
- La discussion politique, kolekcja prywatna
- La lutte, (1889) Musée Fabre Montpellier
- l'expiation, (1909) kolekcja prywatna
- Portrait de madame Coquelin Mère, kolekcja prywatna
- Tendresse maternel, kolekcja prywatna
- Portrait de Madame Petitjean, kolekcja prywatna
- La visite au studio (1906), kolekcja prywatna
- L'Expiation, (1908), kolekcja prywatna
- Autoportrait, kolekcja prywatna
- Portrait d'Albert Jasson (1911), musée des Beaux-Arts de Nancy.